# CM Browser
CM Browser (CM-браузер) — мобільний браузер, розроблений компанією Cheetah Mobile. Доступний для установки на мобільні платформи Android.

## Можливості
Браузер включає антивірусне ядро і оптимізований для високої швидкості. Має невеликий розмір (на початок 2018 у версії 5.22.15.0002 — 1.7 Мб).